# つくば市立谷田部東中学校
つくば市立谷田部東中学校（つくばしりつ やたべひがしちゅうがっこう）は、茨城県つくば市東二丁目にある公立中学校。つくば洞峰学園（つくばどうほうがくえん）として、小野川小学校・二の宮小学校・東小学校と連携型小中一貫教育を実施している。2015年（平成27年）度の学校基本調査によると生徒は22学級623人、教職員は兼務者を含めて41人。
校舎は船越徹・アルコム・独立行政法人都市再生機構茨城地域支社による設計で、「真に新しい世代の学校の創造」をコンセプトとしている。敷地面積は30,158.15m2、延床面積は8,813.96m2。略称は、「谷東」、「東中」。　　

## 沿革
- 1988年（昭和63年）
  - 4月1日 - 開校[4]
  - 5月14日 - PTA及び教育振興会設立
  - 11月1日 - 創立記念式典、校歌発表
- 1989年（平成元年）4月1日 - フェンス整備
- 1991年（平成3年）
  - 4月1日 - 文部省帰国子女教育研究協力校指定（〜1992年度）
  - 11月8日 - 第36回ソニー教育資金努力賞受賞
- 1992年（平成4年）
  - 3月31日 - 校舎増改築完成
  - 6月23日 - 文部省帰国子女研究協力校発表会
  - 6月30日 - アメリカ教師団来校
- 1994年（平成7年）3月 - 柔剣道場完成[5]
- 1995年（平成7年）4月1日 - 帰国生徒教育受入推進地区指定
- 1996年（平成8年）4月1日 - 県指定「たくましい児童生徒の育成」研究協力校（第1年次）
- 1997年（平成9年）
  - 4月1日 - 県指定「たくましい児童生徒の育成」研究協力校（第2年次）
  - 11月1日 - 創立10周年記念式典
- 1998年（平成10年）
  - 3月27日 - 増築完成[6]
  - 3月31日 - 管理棟改築工事及び9普通教室増築、クラブハウス新築完成
  - 4月1日 - 関東ブロック中学校社会科教育研究大会茨城大会公開事業校指定
- 1999年（平成11年）4月1日 - 市社会福祉協議会指定ボランティア活動普及事業協力校
- 2000年（平成12年）4月1日 - スクールカウンセラー活用調査研究校、生徒指導総合支援事業実施校、情緒障害学級開設
- 2001年（平成13年）4月1日 - 文部省指定スクールカウンセラー派遣校
- 2002年（平成14年）
  - 4月1日 - つくば市福祉教育推進協力校
  - 6月7日 - 学校評議員設置
- 2003年（平成15年）10月30日　ブリティッシュカウンシル教師団視察
- 2004年（平成16年）
  - 2月19日 - ホンジュラス教師団視察
  - 4月1日 - 文部科学省指定ネットワーク配信コンテンツ活用推進事業（〜2006年度）、文部科学省指定ものづくり学習研究支援推進事業（〜2006年度）、（財）社会経済生産性本部指定　エネルギー教育実践校（〜2006年度）
- 2005年（平成17年）4月1日 - つくば市教育委員会・つくば市教育研究会研究指定校（〜2006年度）
- 2006年（平成18年）11月1日 - つくば市教育委員会・つくば市教育研究会指定研究発表会
- 2007年（平成19年）11月4日 - 創立20周年記念式典
- 2012年（平成24年）4月1日 - 小中一貫教育を開始[7]

## 学区
当地域は筑波研究学園都市研究学園地区に位置し、同地区内が学区人口の大半を占めている。
- つくば市立二の宮小学校学区の全域[2]
- つくば市立東小学校学区の全域[2]
- つくば市立小野川小学校学区の一部[2]

## 部活動

### 運動部
- 陸上競技部
- サッカー部
- 野球部
- 男子ソフトテニス部
- 女子ソフトテニス部
- 水泳部
- 男子バスケットボール部
- 女子バスケットボール部
- バレーボール部
- 剣道部
- 卓球部

### 文化部
- 吹奏楽部
- 科学部
- 美術部
- 文芸部

### 主な卒業生
- 荒川朋花 - 柔道選手